# Gerard Barcia
Gerard Barcia (ur. 9 listopada 1963) – andorski strzelec, olimpijczyk. Brał udział w igrzyskach w roku 1996 (Atlanta). Nie zdobył żadnych medali.

## Letnie Igrzyska Olimpijskie 1996 w Atlancie
| Konkurencja | Eliminacje | Eliminacje | Finał  | Finał   |
| Konkurencja | Punkty     | Miejsce    | Punkty | Miejsce |
| ----------- | ---------- | ---------- | ------ | ------- |
| Trap        | 117        | 37.        |        |         |